# 発泡酒

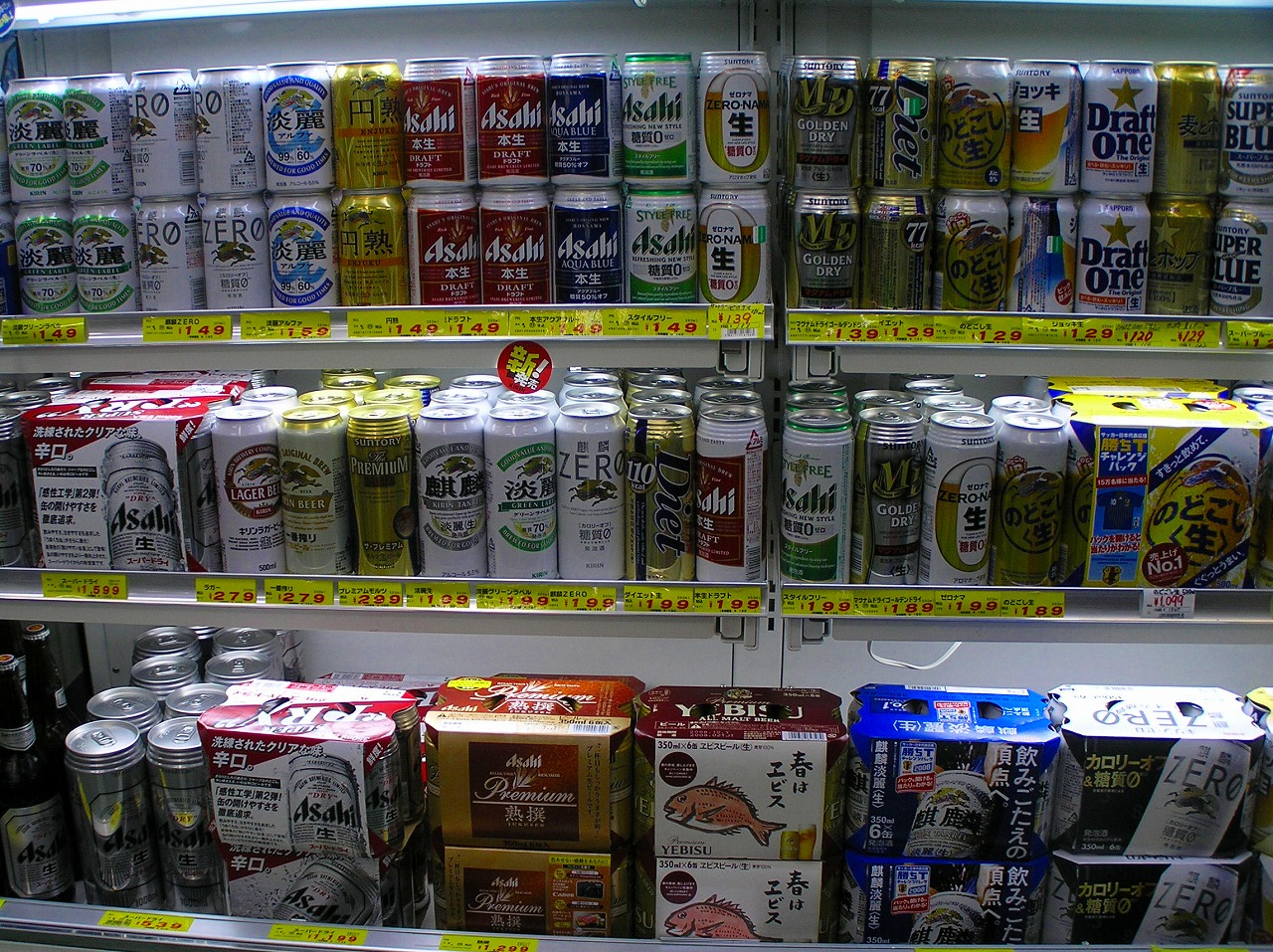
ディスカウントストアに並ぶ発泡酒

発泡酒（はっぽうしゅ）とは、日本の酒税法で定義されている酒類の一つ。日本ではビール風味の発泡アルコール飲料が多く、これらは日本の酒税法でビールと区別して定義されており、「定められた副原料以外を用いる」ので発泡酒に分類される。本項では、これら日本で1990年代以降に展開されている低税率系発泡酒を中心に記述する。

## 概要
1990年代中盤以降日本で展開されている発泡酒は、主にビールの原料のうち麦芽の使用割合を下げ、代わりに大麦、米、糖類などの割合を増やしたビール風アルコール飲料である。ビールに比べると低価格である。
発泡酒市場は1994年以降の市場形成以来2000年代前半までシェア拡大したことで、ビールの売り上げが減少傾向となり、アルコール飲料の売れ筋商品となっていたが、2度の酒税改正や第三のビールの登場による割安感の低下、ビール会社の事業方針変化などの要因により、2000年代後半以降の市場は縮小化している。
新ジャンルのビール風味アルコール飲料『第三のビール』において「リキュール（発泡性）①」では原材料として発泡酒が使用され、それに小麦または大麦を原料の一部に使用したスピリッツを加える製法となっている。
アルコール飲料の中で、日本の税制に影響された内容や副材料を極端に多用した内容から、日本独自のビール類似アルコール飲料であり、日本国外メディアでは low malt beer や happoshu と紹介されることもある。
また、麦・水・ホップの他にビールへの使用が認められていない副原料を使用した発泡性酒類も日本では発泡酒に分類される。そのため、スパイスやハーブを用いたビールや、果実や果汁を用いるフルーツビールも2018年3月31日までは全て「発泡酒」と区分されていた。特に、ベルギーから日本に輸入されるビールにはベルギーの法律上ではビールであるにもかかわらず、副材料の使用量から日本の酒税法上では「発泡酒」になってしまうことがあった。なお、副材料については、2018年4月1日に施行された改正酒税法によって緩和されたため、以前は発泡酒扱いだったが輸入ビールが改正後はビール扱いとなっている銘柄もある。
発泡酒にて「生」の定義は、ビールの「生」（生ビール）の定義と同様に『熱処理をしていないもの』が該当する。表示に関して「ビールの表示に関する公正競争規約」に該当せず他に規約がないため、「生」商品でもビールのような「熱処理していない」旨（「非熱処理」等）の表記は行なわれていない。

### 地発泡酒
地ビール（クラフトビール）の発泡酒版である「地発泡酒」（クラフト発泡酒）も存在する。ビールでなく発泡酒とする理由としては、発泡酒免許を受けるための最低製造数量が6kLと、ビールの10分の1である点、フルーツやハーブなど、酒税法上ビールに区分されない原料を使うため、あるいは大手メーカーと同様、価格引き下げのためなど、いくつかの理由が存在している。
なお、地ビールに対して税制優遇が存在するが、地発泡酒に対しては麦芽25%未満の区分のみが優遇対象となり、本来の税率がビールと同じである麦芽50%以上の発泡酒では、結果として税制優遇のあるビールより税額が高くなっている。

### 広義
広義では「炭酸ガスを含んだ酒」という意味がある。具体的には、ビール類似アルコール飲料（いわゆる【発泡酒②】に属する第三・第四のビールなど）、シャンパンなどのスパークリングワイン、発泡日本酒などを指す場合にも用いられることがある。

## 定義
酒税法第3条によると、酒類は「ビール」「リキュール」「雑酒」など17種類に分類され、発泡酒は以下の定義となっている。
発泡酒
- 麦芽又は麦を原料の一部とした酒類（同法第3条第7号から第17号までに掲げる酒類及び麦芽又は麦を原料の一部としたアルコール含有物を蒸留したものを原料の一部としたものを除く）で発泡性を有するもの（アルコール分が二十度未満のものに限る）をいう。

### 税率
税制上区分は麦芽比率によって「50%以上」「25%以上50%未満」「25%未満」の3種。大手ビールメーカーが販売する一般的な発泡酒の麦芽比率は「25%未満」が主流である。麦芽比率「50%以上」の発泡酒の税率はビールと同率である。かつては、地ビールやベルギービールを始めとする輸入ビールの中には日本の旧酒税法上ビールとして認められない副原料（ベルジャンホワイトビールにおけるコリアンダーシードやオレンジピールなどのハーブ類）が使用されているものもあり、節税型発泡酒と区別し発泡酒なのに値段が高いというような批判を回避するため「酒税法上ビールと表記できない原材料を使用しているため発泡酒となります。麦芽使用比率は50%以上なので税率はビールと同じです。」等の注意書きがされていることがあった（2018年4月1日に施行された改正酒税法で政令で定めた副原料を麦芽の100分の5まで使用できビールと認められるようになった）。
2020年（令和2年）10月以降、順次減税または増税され、2026年10月には麦芽使用比率に関わらずビールと同一の税率（1リットルあたり155円）になる。
2020年10月1日から2023年（令和5年）9月30日までの1リットルあたりの税率は次の通り。
- 発泡酒
  - 麦芽比率50%以上 - 200円
  - 25%以上50%未満  - 167.125円
  - 25%未満 - 134.25円

なお、ビールの税率は麦芽比率50%以上の発泡酒と同率で1リットルあたり200円、いわゆる第三のビールは108円、チューハイ等のアルコール分10度未満で発泡性のある酒類の税率は1リットルあたり80円である。
2006年（平成18年）5月1日から2020年9月30日までは次の通りであった。
- 発泡酒
  - 麦芽比率50%以上 - 220円
  - 25%以上50%未満 - 178.125円
  - 25%未満 - 134.25円

## 歴史・背景
日本での発泡酒の誕生には、時代背景による一種の対処法、参入障壁の高いビール製造、高いビールの税率、1989年（平成元年）以来のビールの低価格競争が主な要因としてあげられる。

### 戦前から1960年代
戦前では、1932年（昭和7年）に余剰米対策として大蔵省醸造試験所でライスビールの研究が行われたが、市販化には至らなかった。
太平洋戦争中、ビールは戦意を高揚するための重要な戦略物資であったが、戦況の悪化に伴い食糧不足が逼迫し、ビールの原材料となる大麦や米の供給不足が顕著化した。このような時代背景もあって大麦の使用量を減らした、もしくは使用しないビール風の酒類「麦酒類似飲料」の製造開発を軍部は依頼し、農芸化学を専門とする大学や大日本麦酒などの産業関連研究機関を中心に研究が行われた。この原材料は甘藷（サツマイモ）とホップであり、現在でいう「第三のビール」に相当するものであった。
戦後も食糧不足が続き食糧管理法によりビールの製造も統制が行われたため、原材料で麦芽の使用が認められなかったことから、麦芽を使わない「合成ビール」と呼称されるビール類似の酒類開発が行われ、新規企業の太洋醸造が当時自由販売化していたイモとホップを使用したイモ・ビールの試験醸造を申請して認可され、1950年（昭和25年）から新発売され、日本の市販発泡酒第1号となったが、1年程度で終売した。1952年（昭和27年）、麦芽の原料になる大麦が統制緩和されたが、一部企業は原材料としての使用は引き続き制限されたままで、同年の合成ビールに関する特許は大日本麦酒以外にも12件登録されており、名称は「合成麦酒」「即製麦酒様飲料」「ビールの素」「麦酒代用飲料」が用いられていた。1950年代における、発泡酒の一般的な呼称は「合成ビール」「模擬ビール」「模造ビール」「原材料名+ビール（一例：イモ・ビール）」など、複数存在した。1950年代前半から後半にかけて「ビーヤ」「ビール」の名を用いたビール風味の酒・飲料が複数存在し、引き続きイモを原料とした酒「イモ・ビール」、合成麦酒製造方法で作った酒「ファミリー・ドリンク・ビール」「クイック・ビール」「即席ビール」、果実酒にホップと炭酸ガスを加えた酒「ミュンヘンビール」「リンゴビール」、焼酎割りを前提とした清涼飲料水「新ビール・ミックス」などがあった。1953年（昭和28年）、発泡酒に一定量までの麦芽の使用が認められるようになったこと、ビールの需要増加と焼酎と合成清酒の需要減退、ビールよりも参入コストと税金が少なく抑えられる利点があったことにより、参入障壁の高いビールを避けて発泡酒に参入する企業が現れた。1950年代から1960年代に複数社から、この種の酒が製造・販売されていた。しかし、多くの会社は数年で撤退し、協和醱酵工業（現・協和発酵キリン）は1960年に発泡酒「ラビー」を発売して当初は好調であったが冬になると出荷が激減し、ライナービヤーは1959年11月14日に既存ビール会社からビールと紛らわしいと不正競争防止法で訴えられ、1965年6月4日に最高裁判所の判決で既存ビール会社が勝訴したことから事実上販売を差し止められた。また、1957年（昭和32年）にビール業界に宝酒造が参入したが苦戦、1967年（昭和42年）にビール事業から撤退。1964年にはサントリーが発泡酒事業ではなくビール事業に参入し、日本のビール庫出数量は1000万石を突破してビール各社が品質・販売数量を競争する時代に突入した。これらの要因などから「ビールに対抗して発泡酒を売るのは難しい」と考えられ発泡酒事業ブームは終了し、発泡酒は酒税法で定義されているものの長期間参入する企業がない状況が続き、醸造タイプの商品は1990年代中盤まで途絶え、休眠状態のジャンルとなってしまう。

### 1980年代
発泡酒で醸造タイプは長期間途絶えたが、混合タイプは既存メーカーから僅かに商品化された。1983年（昭和58年）にアサヒビールが発売した「Be」はビールとジュースを混合した発泡酒で、カクテルの様に色がついていたことや、アルコール度数が2%だったこともあり「ビールタイプのライトカクテル」として発売された。ピンク・グリーン・パープルの3色に染められたネコが白いグランドピアノの前で戯れるCMが当時話題を呼んだ。1986年（昭和61年）にサッポロビールが東海四県限定で「ビヤカクテル バンブー」を発売。しかし、両商品とも短期間で販売終了した。
1984年（昭和59年）にサントリーが発売した「ビーハイ」はその名の通りビールを焼酎で割ったもので、今日でいう「第三のビール：リキュール（発泡性）（1）」（もしくは「第四のビール」）のルーツ的な商品であったが、成果が出ず製造販売中止となった。

### 1990年代から2000年代中盤
1989年（平成元年）に酒類販売免許が緩和され、大型ディスカウント店でビールを扱うことができるようになった。これによりこれまでの小売店での希望小売価格での購入が減り、大店舗間での低価格競争が起こった。それらの競争は、卸売業者や生産メーカーへの値下げ要望となったのだが、そもそもビールはその小売価格のうち46.5%が税金で占められ、値下げは難しい商品であった（1990年代前半における日本国産ビールの一般的な価格は225円前後）。また、日本国産ビールの値下げが難しいため、日本国外の安い輸入ビールを取り扱う店が急増し、日本国内の大手ビール会社は危機感を募らせていた。
この状況に対し、日本国内のビール会社は価格と内容で対抗出来る商品の開発が急務であり、麦芽使用量を抑えた酒類の研究・開発が進められていた。当時の酒税法では麦芽の比率が67%（3分の2）以上のものをビール、それ未満は「雑酒 - 発泡酒」の区分けで、ビールに比べ税率は低い条件になっていた。1990年代前半においてシェアが5%台と大苦戦していたサントリーは打開策として発泡酒の税率の低さに注目し、過去20年行われた低麦芽比率における発泡酒醸造の研究を活かし、日本人の嗜好に合う味と価格面でも支持を得るような新商品の開発を具体化させ、麦芽比率の低下による香味への影響を原料・酵母・醸造技術で解決して商品化に至った。
1994年（平成6年）10月に麦芽率を65%に抑え低価格（350ml缶、希望小売価格180円、税別）を実現させた発泡酒「ホップス」をサントリーが発売して順調な滑り出しをみせ、発泡酒市場を形成する起点となった。翌1995年5月には サッポロビールが麦芽比率25%未満で更に低価格（350ml缶、希望小売価格160円、税別）の「ドラフティー」を新発売し、品薄になって増産体制を整えるほどの売上となり、発泡酒は本格的な競争が開始された。
当時は「節税ビール」や「麦芽アルコール飲料」とも呼ばれ、味はビールと比べ小異や劣ると評されながらも低価格が功を奏し、発泡酒の売り上げは好調だったが、同時にビールの売上や商品構成比率が低下した。政府は1996年（平成8年）秋、酒税を改訂、麦芽率50%以上の発泡酒の税率をビールと同じとした。発泡酒をねらい打ちにした改訂で、商品開発を行う企業努力を無視した行為だと大手ビールメーカーは反発した。サントリーは秋の酒税法変更に対し麦芽使用率を低減しながら技術革新で乗り越え、麦芽使用率を25%未満にした「スーパーホップス」を1996年5月28日から市場に投入して低価格（350ml缶、希望小売価格145円、税別）に対応した。
1998年（平成10年）には、キリンビールの発泡酒初参入となる「麒麟淡麗〈生〉」を発売、同年の発泡酒市場のシェア50%以上を占める大ヒット商品となり、同時に発泡酒市場は大きく拡大した。
2001年（平成13年）、アサヒビールが発泡酒市場初参入となる「本生」（現アサヒ本生ドラフト）を発売。アサヒビールはこれまで「ビールのまがいものである発泡酒は発売しない」と表明してきたが、その間毎年のように新発売したビール新製品が不振であったことから方針転換し、当時成長過程にあった発泡酒市場への参入を決め、理由として「発泡酒カテゴリーが成立したから」と説明している。
2000年代初旬は「健康志向」の機運が高まっていたことで、サントリーは発泡酒で初めて「カロリーオフ」「ダイエット」をテーマにし、味とカロリーオフの両立を実現した「ダイエット生」を2001年10月10日に発売、カロリーオフカテゴリーの初回出荷数で過去最高値を記録し、食品ヒット大賞を受賞した。2002年4月に発売された麒麟麦酒「淡麗グリーンラベル」は、日本の食品業界で過去に多数発売されたが、いずれも主流には至らず「成功しないカテゴリー」が定説となっていたライト商品のカテゴリーに該当し先行きが懸念された。しかし、当初計画比約3.3倍の1310万ケースを販売し、同年の発泡酒新製品で圧倒的な売上で、ライト商品カテゴリーの定説を覆し初めて成功を収め、食品ヒット大賞を受賞した。2002年には各社から健康志向に合わせた商品が発売され、発泡酒に「機能性」という市場が創造され定着したことで、特徴のひとつとなった。
2002年（平成14年）、麒麟麦酒が2月27日に新発売した発泡酒「極生」は飲みやすさと買いやすさを追求し、テレビCMなし、容器・パッケージ簡素化などの販売コストを圧縮したことで350ml缶の希望小売価格を135円とし、通常の発泡酒に比べ10円安く設定した。これに他社も追従して一部商品の価格を変更したり、ビールメーカーのリベートが過熱したことで、値引き競争の泥沼化と乱売合戦が展開され、ビール会社の大きな経営課題となっていた。同年におけるビール類（ビール・発泡酒）市場シェアで発泡酒は37.2%を占め全盛期を迎えていた。
2003年（平成15年）、4月のビール類（ビール・発泡酒）市場シェアで発泡酒は48.2%と月単位シェアで過去最高を記録し、5月1日から酒税法が改正され発泡酒は増税され、商品価格に反映されて10円の値上げとなった。この改正が要因となり、さらなる安い税率のアルコール飲料の研究・開発を活かし、第三のビールの商品化に至った。また、発泡酒の増税によって2002年から激化していた値引き競争が緩和し、更に2005年のビールメーカーによるリベート見直し、ビール産業企業の方針転換（価格から価値へ、量から質へ、シェアから利益へ）などの要因によって、発泡酒の値引き競争・乱売時代は終焉を迎えた。

### 2000年代後半以降の市場縮小
2000年代後半以降、ビール類における発泡酒のシェアは年々低下している。要因として、ビール類で低価格商品が細分化して需要が第三のビールに移行したことや、ビール各社が利益率の高いノンアルコールビールテイスト飲料などに力を注いでいるなどの影響が挙げられている。
2008年（平成20年）の出荷量は第三のビールに抜かれ、ビール類における構成比で初めて最下位となった。
2009年6月2日に新発売した「豊か〈生〉」は、サントリーの発泡酒で最後のレギュラー新商品となり、同社はこれ以降レギュラー商品では新商品を出していない。その「豊か〈生〉」も、売り上げは振るわず、同年中に製造を終了している。
2010年（平成22年）の発泡酒におけるメーカー別シェアはキリンビールが66.2%で首位であった。
2011年（平成23年）、アサヒ・サントリー・サッポロの3社は発泡酒事業を縮小の方針を打ち出した。ただし、撤退に関しては否定の見解を示しており、理由として「各ブランドが一定の固定客を持っており、販促費をかけなくてもある程度は売れる」という状況が挙げられている。この中で、サントリーは売れ行きの状況次第によって発泡酒の製造停止を視野に入れており、2011年の販売計画は前年比58%減で、2012年3月中旬には「ダイエット生」の、2012年6月頃に「MDゴールデンドライ」の製造を終了し、発泡酒事業から一時的に撤退していた。
それに対しキリンは淡麗ブランドが好調で、麒麟淡麗〈生〉はビール類全体のランクで第4位であることや、淡麗グリーンラベルは機能性カテゴリーの定番商品で知名度・イメージが高いことなどから、経営資源を発泡酒に積極投入するとしている。 2011年におけるビール類（ビール・発泡酒・第三のビール）市場シェアで発泡酒は15.4%であった。
2017年（平成29年）に酒税法が改正され、2026年（令和8年）10月1日より発泡酒、および第三のビールを含むビール類の税率は一本化されることとなった。それに先立ち2023年（令和5年）10月1日より第三のビールという区分が廃止され、発泡酒に統合された。

### プリン体・糖質0の発泡酒の脚光
2014年（平成26年）、発泡酒市場に大きな変化が起こった。プリン体・糖質0のビールであるサッポロビールの極ZEROが、国税局からの指摘を受けて、第4のビールから発泡酒へ仕様変更（規格・区分変更）となったが、依然売り上げは好調を維持していた。これを見たキリン・アサヒ・サントリーの3社は、9月2日にプリン体・糖質0等をうたった所謂「機能系」と呼ばれる発泡酒を発売し、先行するサッポロを追うこととなった。特に、サントリーは2年3ヶ月ぶりの発泡酒事業再参入となった。